# ميوز
ميوز (بالإنجليزية: Muse) هي فرقة روك إنجليزية من تيغنماوث، ديفون، تشكلت عام 1994. تتألف الفرقة من ماثيو بيلامي (المغني الرئيسي، صاحب الغيتار، البيانو ولوحات المفاتيح)، كريستوفر وولستينهون (غيتار الباس، مغني مساند) ودومينيك هاوارد (الطبول). عرفت الفرقة لأدائها عروض حية بتأدية مفعمة ومشحونة بالعواطف.
تم اصدار البومهم الأول, شووبيز في عام 1999 على أسلوب الروك البديل والفالسيتو. ثاني ألبوماتهم أصل التماثل (2001) التي دمجت آلات موسيقية أوسع وتأثيرات كلاسيكية رومانسية والتي أكسبتها صيتًا في العروض الحية المفعمة بالحيوية. الغفران (2003) شهد المزيد من التأثير الكلاسيكي، مع سلاسل على مسارات أغانيهم مثل "الفراشات والأعاصير" خاتمة الألبوم.
الثقوب السوداء والوحي (2006) ذات النمط الالكتروني والشعبي, والذي ظفر بالتقدير العالمي. المقاومة (2009) و القانون الثاني (2012) أستكشف موضوعات مثل القمع الحكومي والانتفاضات المدنية. وعزز مكانة ميوز كواحدة من فرق العروض الحية الرئيسية في العالم. تصدر ألبومهم السابع بيلبورد 200 في الولايات المتحدة، درونز (2015)، وكان عبارة عن ألبوم مفاهيمي حول حرب الطائرات بدون طيار الذي أخذ نهج الهارد روك. ألبومهم الثامن، نظرية المحاكاة (2018)، تميز بشكل بارز بالمركبين وتأثر بالخيال العلمي وفرضية المحاكاة. تم إصدار ألبومهم التاسع Will of the People" (2022)"، والذي كان حصيلة موضوعات والأساليب الموسيقية خلال مسيرتهم حتى أغسطس 2022.
فازت فرقة ميوز بالعديد من الجوائز، بما في ذلك جائزتي جرامي وجائزتي بريت وخمس جوائز إم تي في الموسيقى الأوروبية وثماني جوائز NME. وفي عام 2012، حصلوا على جائزة إيفور نوفيلو للإنجاز الدولي من الأكاديمية البريطانية لكتاب الأغاني والملحنين والمؤلفين. اعتبارًا من يونيو 2016، باعوا أكثر من 30 مليون ألبوم حول العالم.

## الأساليب الموسيقية

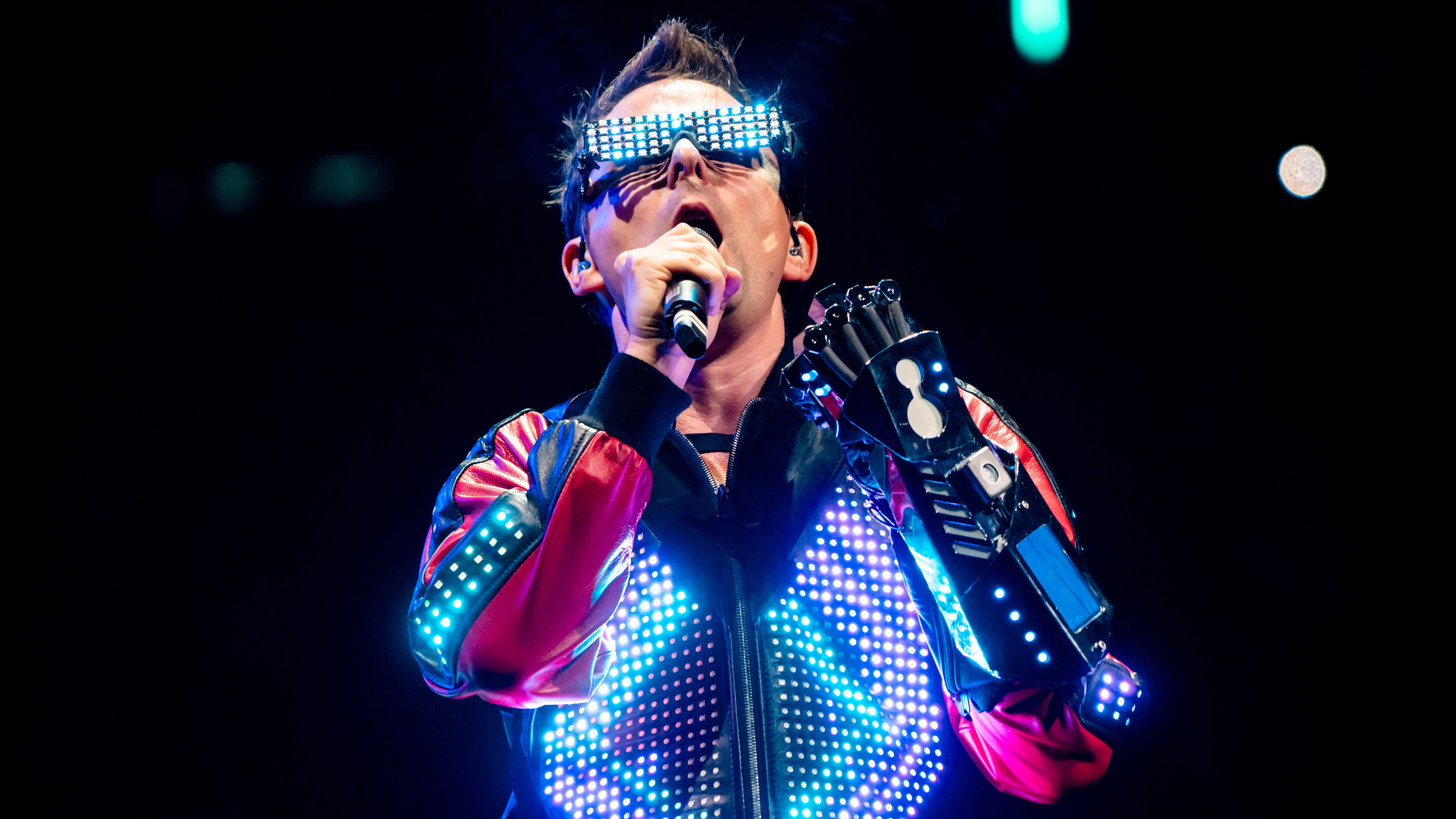
بيلامي يؤدي مع الفرقة في سبتمبر 2019 - لندن

توصف فرقة ميوز بأنها جامعة للعديد من الأساليب الموسيقية والفنية مثل الروك البديل, الروك التقدمي, الروك الفضائي, الروك الثقيل, الروك الالكتروني, البروجريسف ميتل، ايندي روك, والبوب كما انها دمجت بتمكن أنواع موسيقية مثل الإلكترونيكا والار اند بي مع أنماط موسيقية مثل الموسيقى الكلاسيكية واوبرا الروك.
في بدايات نشوء ميوز غالبًا ماتم تشبيههم براديوهيد, مثلما فعلت المجلة الموسيقية الامريكية سبين عندما وصفت صوت المغني الرئيسي لميوز مات بيلامي بأنه " عالي وحزين كالذي يمتلكه توم يورك من راديوهيد", مما دعى كاتب ومنتج أول ألبومين لميوز وأنتج أيضًا ألبوم ذا بيندز(1995) لراديوهيد جون ليكي الى رفض هذه الادعاءات قائلًا: " في أواخر التسعينيات كانت أي فرقة بريطانية تغني بافعام وشغف وتعزف بغيتار ستتم مقارنتها براديوهيد." وقال مات بيلامي انه لم يلحظ التشابه فعلًا.

## الكلمات
ركزت معظم أغاني ميوز على الموضوعات الاستبطانية, بما في ذلك العلاقات والاغتراب الاجتماعي والصعوبات التي واجهوها أثناء محاولتهم ترسيخ أنفسهم في مسقط رأسهم. ومع ذلك مع تقدم الفرقة, أصبحت مفاهيم أغانيهم أكثر طموحًا وتطورًا في موضوعاتها حيث طرحت قضايا مثل الخوف من التطور التكنولوجي في ألبومهم أصل التناظر (2001). كما انهم بدأوا بالتعامل بشكل رسمي مع نهاية العالم في ألبوم الغفران (2003) ومع الحرب الكارثية في الثقوب السوداء (2006) . ركزت المقاومة (2009) على قضايا القمع الحكومي والانتفاضة والحب والتبذير الشامل. الالبوم نفسه مستوحى بشكل أساسي ورئيسي من رواية الكاتب الانقليزي جورج اورويل 1984 (رواية) . البومهم السادس, القانون الثاني (2012) يتعلق بالقضايا الاقتصادية والديناميكية الحرارية. كان ألبومهم في 2015, طائرات بدون طيار هو ألبوم مفاهيمي يستخدم طائرات بدون طيار للقتل المستقل كرمزية وكناية لغسل الدماغ وفقدان التعاطف.
تأثرت موضوعات وقضايا فرقة ميوز بالكثير من الكتب والمؤلفات مثل الرواية الديستوبية 1984 للصحفي والسياسي والروائي إريك آرثر بلير المعروف بجورج اورويل, اعترافات قاتل اقتصادي بقلم جون بيركنز, الفضاء الفائق من تأليف الفيزيائي ميشيو كاكو, الكوكب الثاني عشر بواسطة زكريا سيتشين, حكم بالسر لجيم مارز ونشوة امريكا من كتابات المُنظّرة والكاتبة الامريكية كاثي أوبراين التي تتمحور مؤلفاتها حول نظرية المؤامرة ودور أمريكا فيها وادارة وكالة المخابرات المركزية لها.

## روابط خارجية
- ميوز على موقع IMDb (الإنجليزية)
- ميوز على موقع ميوزك برينز (الإنجليزية)
- ميوز على موقع رولينغ ستون (الإنجليزية)
- ميوز على موقع أول ميوزيك (الإنجليزية)
- ميوز على موقع ديسكوغز (الإنجليزية)